# Uzbekiska
Uzbekiska tidigare känd som Tjagataiska eller Turki är ett turkspråk med 41 399 000 talare, varav 32 miljoner i Uzbekistan, 1,2 miljoner i Tadzjikistan, cirka 6 miljoner i Afghanistan, 551 000 i Kirgizistan, 330 000 i Kazakstan, 318 000 i Turkmenistan samt en del i Xinjiang.
Uzbekiska skrevs före 1924 med det arabiska alfabetet. Mellan 1924 och 1940 användes i den uzbekiska sovjetrepubliken det latinska alfabetet. Efter det användes det kyrilliska alfabetet.
Sedan 1995 används återigen det latinska alfabetet, i det nu självständiga landet Uzbekistan.
Uzbekiska är ett subjekt–objekt–verb-språk och agglutinerande.

## Fonologi

### Vokaler
|        | Orundad | Rundad |
| ------ | ------- | ------ |
| Sluten | i       | u      |
| Mitten | e       | o      |
| Öppen  | æ       | ɒ      |

Källa:

### Konsonanter
Tonade och tonlösa konsonanter är separerade med |-tecken så att tonade vokaler finns i höger.
|             | Labial | Dental | Alveolar | Palatal  | Velar  | Uvular | Glottal |
| ----------- | ------ | ------ | -------- | -------- | ------ | ------ | ------- |
| Nasal       | m      |        | n        |          | ŋ      |        |         |
| Klusil      | p \| b | t̪ \| d̪ |          | t͡ʃ \| d͡ʒ | k \| g | q      | ʔ       |
| Frikativ    | ɸ      |        | s \| z   | ʃ        |        | χ      | h       |
| Approximant |        |        | l        | j        | w      |        |         |
| Flappar     |        | ɾ      | ɾ        |          |        |        |         |

Källa: